# Blue in Green
Blue in Green è una composizione di Miles Davis e Bill Evans contenuta nell'album Kind of Blue. 
Una delle due ballate dell'LP (l'altra è Flamenco Sketches), la melodia di "Blue in Green" è modale, incorporando i modi: dorico,  misolidio, lidio.
Il brano, attribuito solo a Davis, è risaputo che è soprattutto esito del lavoro di composizione di Bill Evans.

## Formazione
- Miles Davis - tromba
- John Coltrane - sax tenore
- Bill Evans - pianoforte
- Paul Chambers - contrabbasso
- Jimmy Cobb - batteria